# Emerson John Moore
Emerson John Moore (* 16. Mai 1938 in New York City; † 14. September 1995) war ein US-amerikanischer römisch-katholischer Geistlicher und Weihbischof in New York.

## Leben
Emerson John Moore empfing am 30. Mai 1964 das Sakrament der Priesterweihe.
Am 3. Juli 1982 ernannte ihn Papst Johannes Paul II. zum Titularbischof von Curubis und zum Weihbischof in New York. Der Erzbischof von New York, Terence Kardinal Cooke, spendete ihm am 8. September desselben Jahres die Bischofsweihe; Mitkonsekratoren waren der emeritierte Koadjutorerzbischof von New York, John Joseph Maguire, und der Weihbischof in New Orleans, Harold Robert Perry SVD.